# Kiến trúc theo phong cách Zakopane
Kiến trúc theo phong cách Zakopane, ra đời vào năm 1890 và được khởi xướng bởi kiến trúc sư người Litva, Stanislaw Witkiewicz. Phong cách kiến trúc này được lấy tên theo thị trấn Zakopane, nằm dưới chân dãy núi Tatra, nơi được mệnh danh là "Thủ đô mùa đông" của Ba Lan.

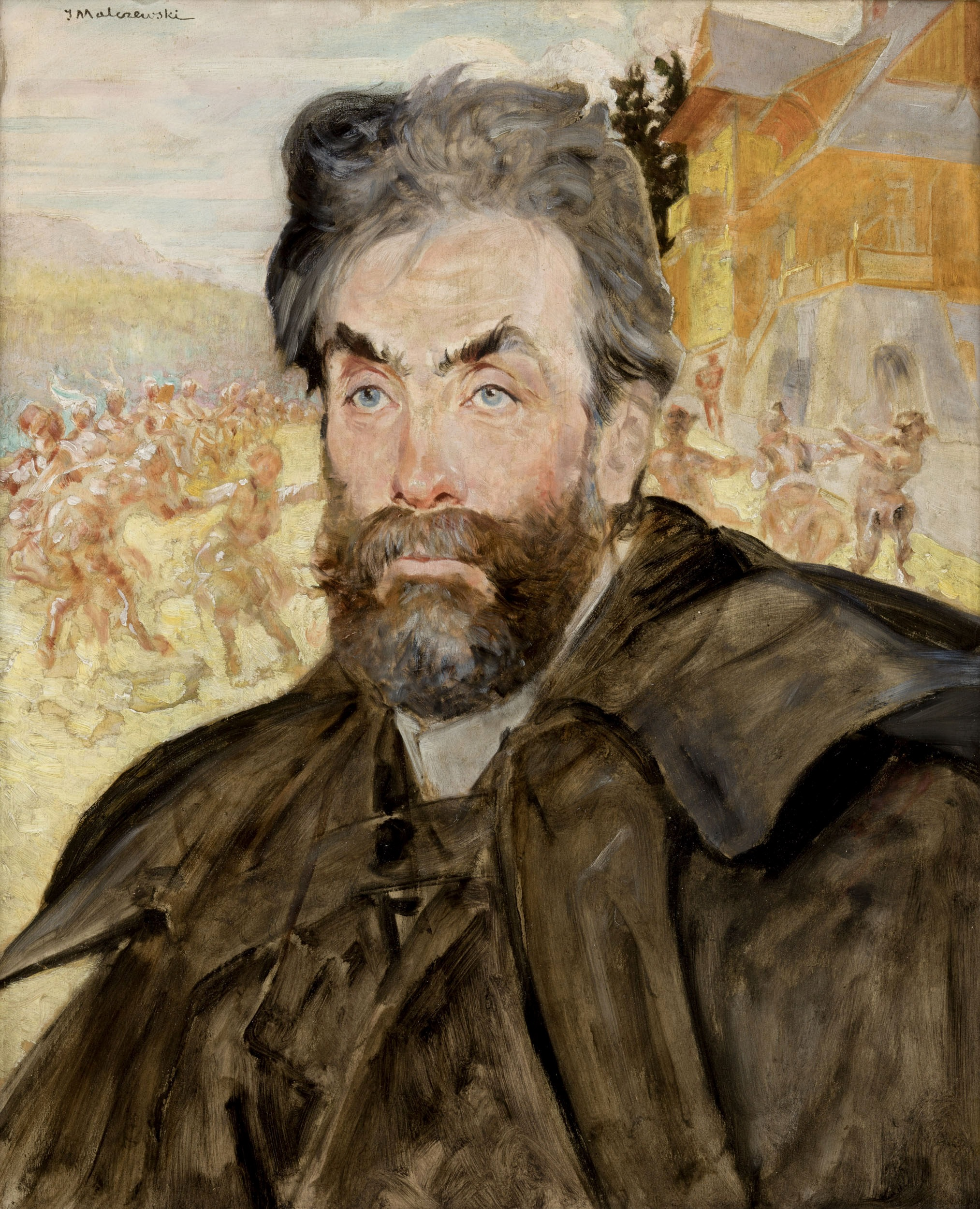
Chân dung Stanisław Witkiewicz, vẽ bởi họa sĩ Jacek Malczewski, năm 1897

## Sự ra đời và phát triển của kiến trúc Zakopane

### Stanislaw Witkiewicz – người khởi xướng
Khoảng cuối thế kỷ 19, thị trấn Zakopane dần phát triển thành một khu nghỉ dưỡng, trượt tuyết nổi tiếng của Ba Lan. Người ta đến Zakopane để hít thở không khí trong lành của vùng cao nguyên, nhiều người còn tin rằng hít thở không khí ở đây có thể chữa được bệnh và cải thiện sức khỏe. Cho đến đầu thế kỳ 20, khi Ba Lan giành lại được độc lập, Zakopane đã thực sự trở thành một thị trấn sầm uất, sôi động.
Một số nhân vật có tầm ảnh hưởng thường xuyên đến đây nghỉ dưỡng. Năm 1930, nhà soạn nhạc đại tài người Ba Lan, Karol Szymanowski, đã đến Zakopane và sống trong một căn biệt thự tên là Villa Atma. Còn nhà văn Kornel Makuszynski là du khách thường xuyên ghé thăm Zakopane. Khi qua đời, ông đã được chôn cất ngay tại đây.
Chính vì sự phát triển của thị trấn Zakopane mà dẫn đến bùng nổ nhu cầu xây dựng nhà ở. Ban đầu, người ta cho xây dựng thêm những ngôi nhà gỗ, theo phong cách kiến trúc của Thụy Sĩ và sau này là của Áo Hung, để phục vụ những vị khách giàu có. Lo sợ Zakopane sẽ trở thành một bản sao của làng Alpine Thụy Sĩ, nên Stanislaw Witkiewicz đã quyết định tạo ra một kiểu kiến trúc khác biệt, mang âm hưởng riêng của Ba Lan. Vốn có tình yêu với nghệ thuật dân gian địa phương, ông đã kết hợp nghệ thuật truyền thống theo phong cách Podhale, cùng với các kiến trúc bản địa của vùng Carpathians, và yếu tố Tân nghệ thuật, để cho ra đời phong cách kiến trúc Zakopane.

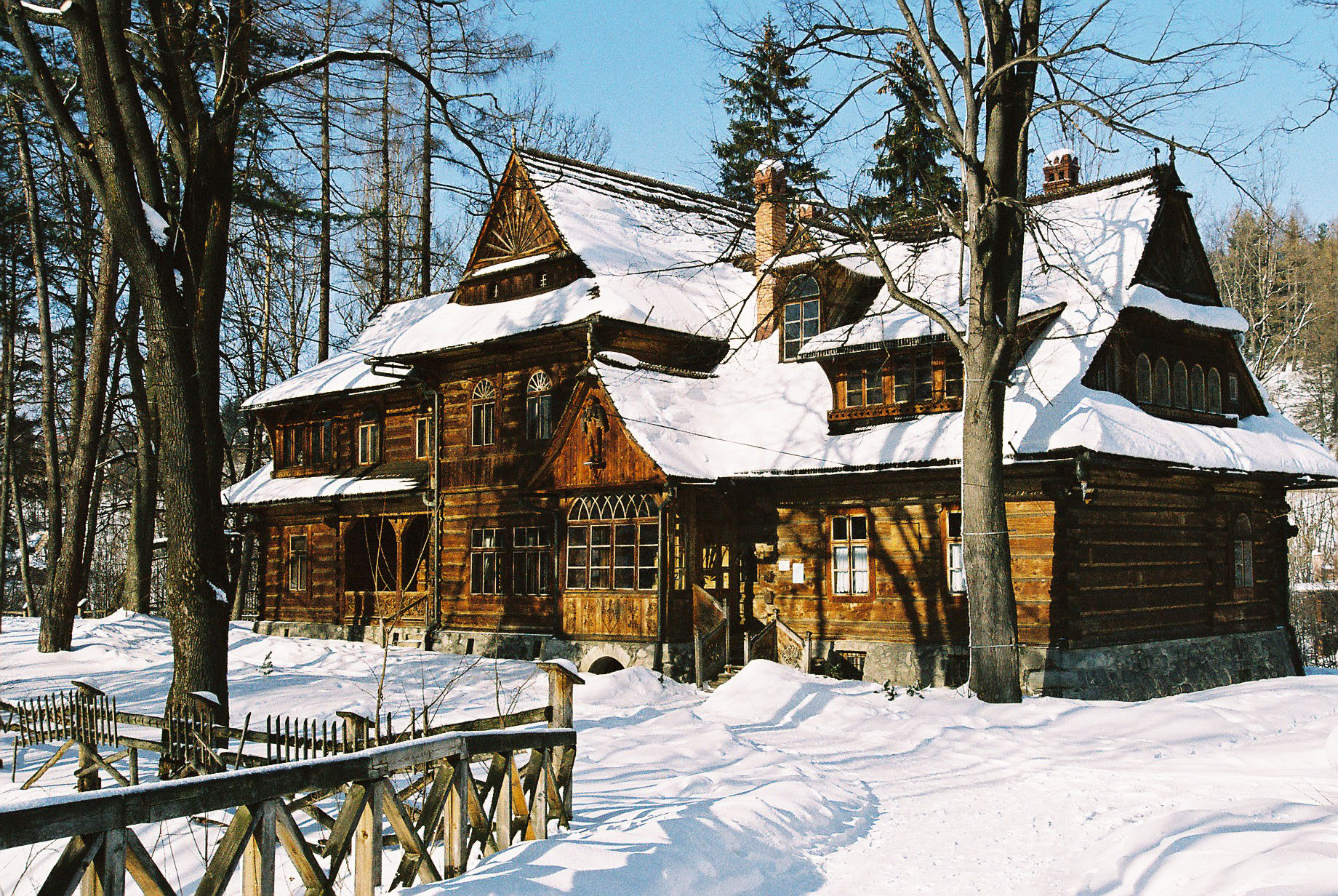
Biệt thự Koliba được thiết kế theo phong cách Zakopane.

Stanislaw Witkiewicz đã từng nói về phong cách kiến trúc Zakopane như sau:
"Ý tưởng ở đây, không phải chỉ để xây thêm một ngôi nhà đẹp theo kiểu điển hình thông thường, mà điểm cốt yếu ở đây là một cái gì đó hoàn toàn khác biệt. Phải xây nên một ngôi nhà có thể giải quyết được mọi nghi vấn về tính khả thi, của việc áp dụng kiểu kiến trúc truyền thống vào sự đáp ứng nhu cầu cho tiện nghi và cái đẹp, mà những nhu cầu này thường rất tinh vi và phức tạp. Đây cũng là để thiết kế một căn nhà có thể xóa bỏ mọi định kiến và rào cản thông thường. Để xây nên một căn nhà mang phong cách Zakopane chủ đạo, đảm bảo không thể bị hư hại và hoàn toàn có thể chống chọi được cái lạnh, những cơn bão, sở hữu đầy đủ các tiện nghi nhưng vẫn mang một nép đẹp thuần Ba Lan…".
Năm 1892, ông đã thiết kế ngôi nhà đầu tiên theo phong cách Zakopane. Việc thiết kế và xây dựng ngôi nhà được hoàn thiện vào năm 1893. Trong Thế chiến II, ngôi nhà trở thành trụ sở của Đoàn thanh niên Hitler. Sang đến thời hậu chiến, nó được dùng làm trại trẻ mồ côi. Đến nay, ngôi nhà vẫn nằm nguyên trên con phố cổ nhất trong thị trấn Zakopane, phố Kościeliska và trở thành một phần của Bảo tàng Tatra, hay còn được biết đến với tên gọi là bảo tàng Phong cách Zakopane tại Biệt thự Koliba.
Sau đó, Witkiewicz đã thiết kế nhiều công trình theo phong cách này, trong số đó có thể kể đến căn biệt thự Pod Jedlami, được xây vào năm 1897 cho "bà hoàng thơ tình"  Maria Pawlikowska Jasnorzewska và chồng là Jan Pawlikowski. Ngoài ra, Witkiewicz còn thiết kế nhà thờ theo phong cách Zakopane, điển hình là nhà thờ Thánh Tâm Chúa Giêsu với bàn thờ chạm khắc bằng gỗ và nhà thờ bằng đá của Thánh Gioan Baotixita. Và trong nhà thờ Thánh Gioan Baotixita, còn có một bức tranh sơn dầu, họa chân dung của Witkiewicz.

### Nguồn cảm hứng cho nhiều thiết kế

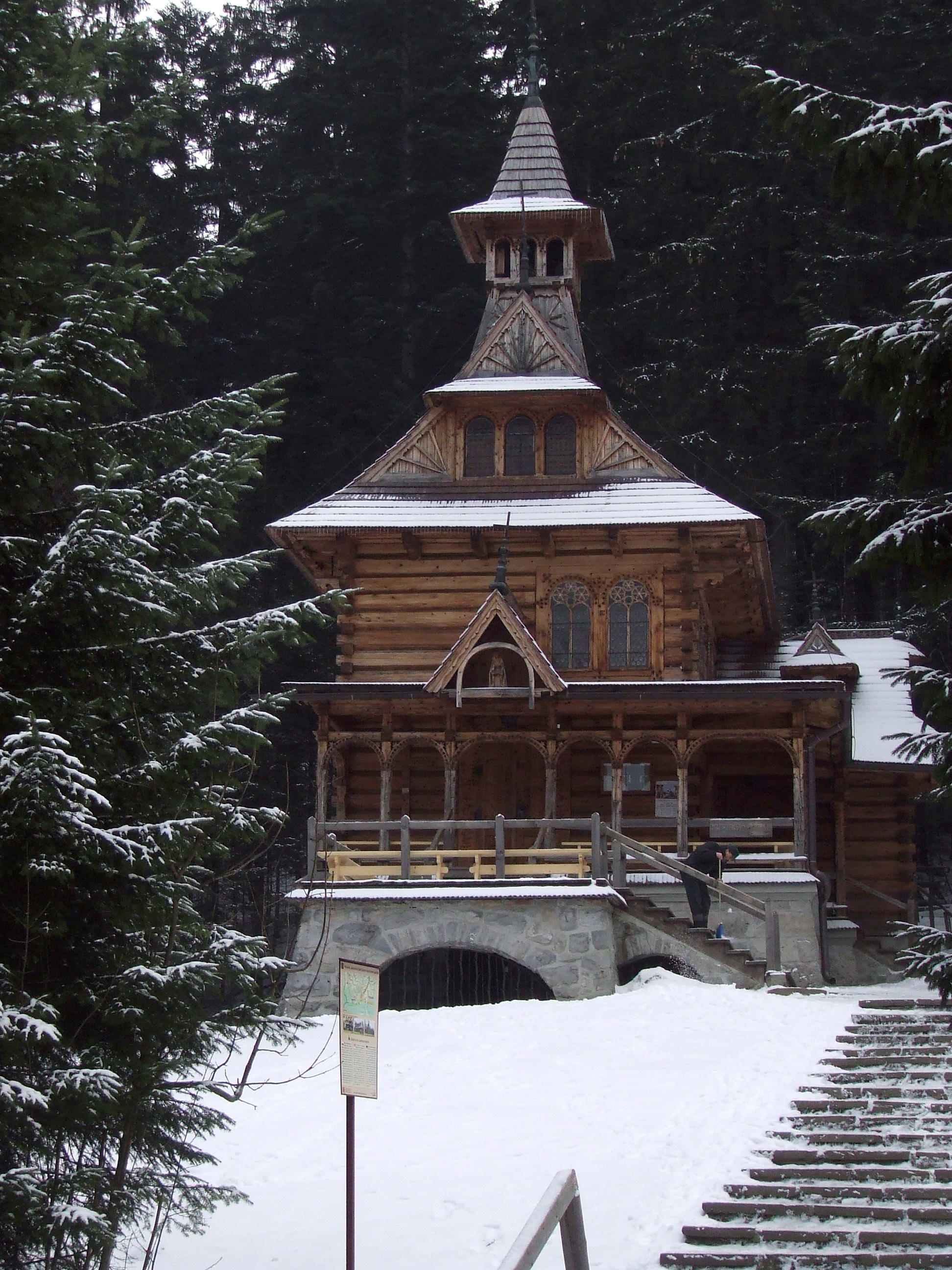
Đặc trưng của nhà theo phong cách Zakopane: chất liệu bằng gỗ, xây trên nền đá, mái dốc.

## Đặc trưng

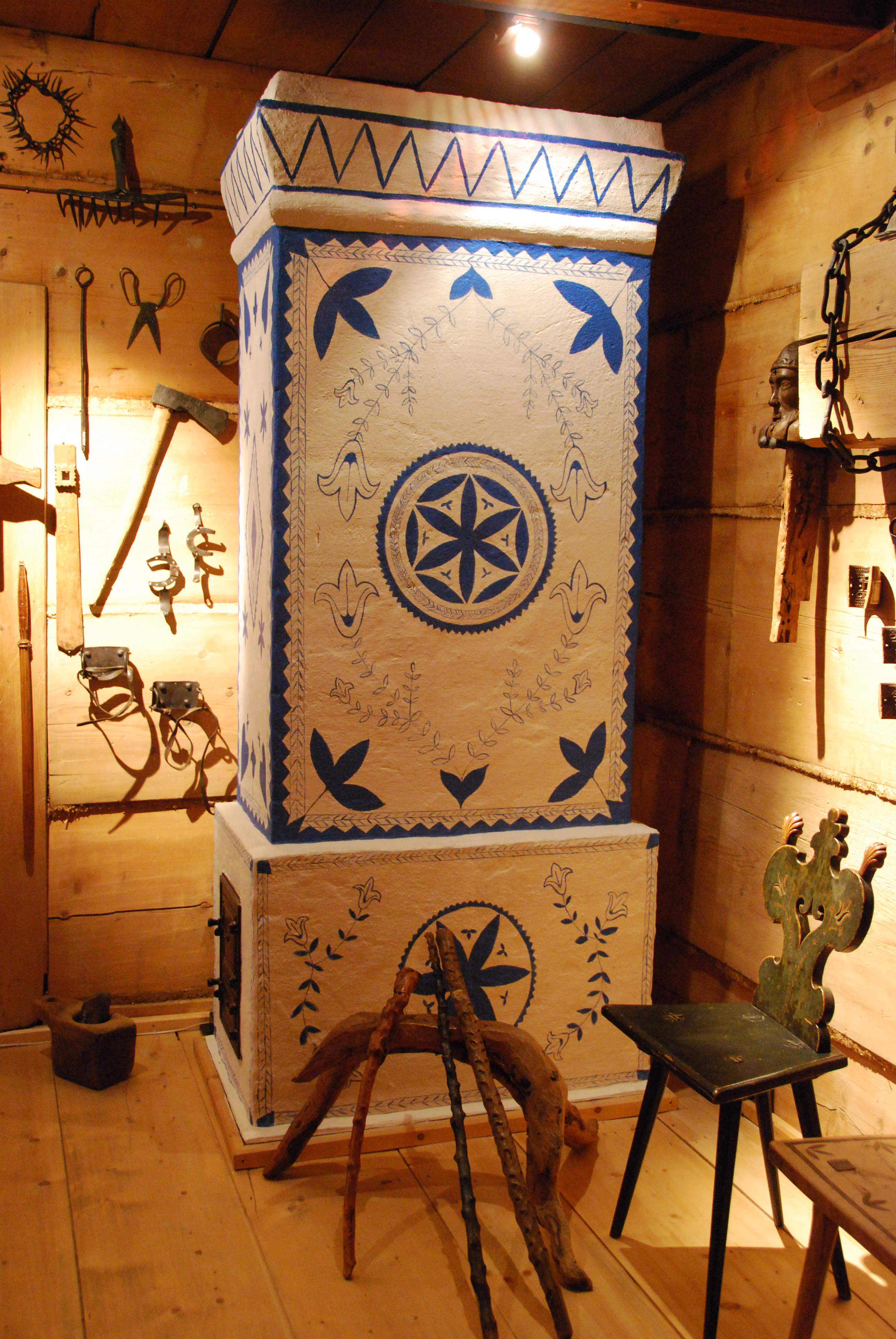
"Gwiazda", một hoa văn thường thấy trong kiến trúc nhà Zakopane.